# Giambattista Scarpari
Giambattista Scarpari (Adria, 31 gennaio 1884 – Adria, 21 marzo 1962) è stato un architetto e ingegnere italiano.

## Biografia
Nasce ad Adria il 30 gennaio 1884 da una nobile famiglia di ingegneri di origini trentine; compie gli studi classici a Roma e frequenta il biennio di ingegneria a Padova, dove segue un corso di disegno tecnico presso l'Istituto d'Arte. Nel 1909 si iscrive a Milano alla Scuola speciale di architettura presso il Politecnico, i cui corsi sono tenuti da Luca Beltrami, Camillo Boito e Gaetano Moretti. Laureato, nel 1914 si diploma anche professore di disegno all'Accademia di Belle Arti di Bologna. Lo stesso anno viene assunto dalla Sovrintendenza ai Monumenti per seguire interventi di restauro su edifici di rilevante valore architettonico.
Dopo la parentesi bellica, nella quale presta servizio come ufficiale nei servizi tecnici del Genio Militare, riprende il suo vecchio posto dedicandosi principalmente ai lavori di restauro delle chiese di San Silvestro e San Michele a Nantola. 
Nel 1919 vince, assieme a Romeo Moretti, il concorso per il progetto di ampliamento del Palazzo Comunale di Padova. Nel 1922 accetta l'incarico di ingegnere capo presso l'Ufficio Tecnico di Adria, dove affianca alla libera professione l'attività di archeologo, promuovendo e iniziando la campagna di scavi nello stesso territorio. Intorno agli anni Trenta è autore di numerose architetture fra cui il Teatro Comunale e il Museo Nazionale; si ricordano inoltre la redazione del Piano Regolatore Generale (con l'architetto Pietro Portaluppi) e la progettazione di molteplici stabilimenti industriali, con annessi servizi collettivi, appartenenti alla sua famiglia, proprietaria terriera e titolare di importanti società a Chioggia, Porto Tolle, Contarina e Cavarzere. Dopo il secondo conflitto mondiale lascia l'incarico comunale per dedicarsi esclusivamente alla attività di progettista con la realizzazione di molte altre opere (scuole, edifici per la sanità, abitazioni popolari e residenziali) realizzate fino agli anni Sessanta.
Fra i progetti si ricordano il monumento ai caduti adriesi (1919-22); il palazzo municipale di Padova con Romeo Moretti (1919-1927); la casa Scarpari (1920); la villa Salvagnini ad Adria (1926); il Teatro Comunale (1929-35) e il Museo Nazionale sempre ad Adria (1961, con Ferdinando Forlati [25]); l'ampliamento e il campanile della chiesa parrocchiale di S. Maria Assunta detta della Tomba (1935-40); la Casa della madre e del bambino (1930-32); lo zuccherificio, le case operaie e l'asilo di Porto Tolle (1935-40); gli ampliamenti di padiglioni specialistici dell'ospedale civile (1935-50); il municipio di Pettorazza (1935-40); le scuole elementari di via Molinteran ad Adria (1937-40). Nell'ambito dei progetti di restauro: gli accessi alla cripta e al presbiterio per la chiesa abbaziale di S. Silvestro (1915) e la chiesa plebana di S. Michele a Nonantola, Modena (1915); la Sala delle Colombe al castello di Vignola, Modena (1921-22); la chiesa di S. Biagio di Sala Bolognese (1921-22). In campo urbanistico si segnala il Piano regolatore di Adria (1927-28, con Piero Portaluppi).

## Archivio
L'archivio di Giambattista Scarpari è stato in origine custodito in casse di legno rivestite di zinco e poste in uno scantinato dello studio professionale a Rovigo. A causa di un allagamento che nel 1975 ha provocato la distruzione di una parte della documentazione, è stato trasferito più volte fino alla sede attuale.  La documentazione distrutta nel 1975 consisteva in lettere, relazioni, quaderni di appunti, fotografie e cartoline d'epoca, carte diverse